# 北市仁善里客家大屋
北市仁善里客家大屋，位于中国广东省肇庆市广宁县北市镇同福村委，建于1888年，为广宁县的一个县级文物保护单位，类型为古建筑，公布时间为2005年7月。